# Lasophorus
Genre
Lasophorus est un genre d'araignées aranéomorphes de la famille des Gnaphosidae.

## Distribution
Les espèces de ce genre sont endémiques de Grèce.

## Liste des espèces
Selon World Spider Catalog (version 19.0, 12/03/2018) :
- Lasophorus zakkak Chatzaki, 2018
- Lasophorus zografae Chatzaki, 2018

## Étymologie
Lasophorus signifie "porte-lasso", du latin laso dérivé de "laqueus" voulant dire "lasso, noeud coulant" et du grec -phorus "φορός" (phorós) voulant dire "porteur", en référence à la forme de l'embolus rappelant un lasso.

## Publication originale
- Chatzaki, 2018 : On the ground spider genera Marjanus gen. n., Lasophorus gen. n. and Turkozelotes Kovblyuk & Seyyar, 2009 (Araneae: Gnaphosidae) from Greece. Zootaxa, no 4392(3), p. 521-545.